# Biagio Borrelli
Biagio Borrelli (Napoli, 31 gennaio 1996) è un pallanuotista italiano, centro-boa della Canottieri Napoli.

## Biografia
Nasce e cresce come pallanuotista nel quartiere di Ponticelli, dove il Circolo Canottieri Napoli gestisce una piscina, sotto la guida tecnica di Vincenzo Palmentieri, il quale lo porta nel 2010 a vincere il suo primo scudetto giovanile Under-15. Ha vinto una medaglia di bronzo con la Nazionale under 17 agli Europei di Malta 2013. Con la Canottieri Napoli ha vinto lo scudetto under 20 nel 2015 e 2014, vicecampione d'Italia con la under 20 nel 2013 sotto la guida tecnica di Vincenzo Massa, ha partecipato alla promozione in A1 della Canottieri Napoli nel 2013 e nel 2025.